# Sungai Kalimantan
Sungai Kalimantan is een rapid river in het Nederlandse attractiepark Avonturenpark Hellendoorn.
Het wildwaterbaan opende in 1997 en werd gefabriceerd door de toenmalige fabrikant Bear Rides, later hernoemd in Swiss Rides. Sungai Kalimantan is met 480 meter een van de langste Rapid Rivers van Nederland. Binnen Nederland is alleen de Piraña in de Efteling langer, met een lengte van 600 meter. De investeringskosten bedroegen ƒ 10 miljoen (de duurste attractie uit de geschiedenis van het park anno 2021) en er wordt iedere seconde 4,5 kubieke meter water verplaatst.

## Afbeeldingen

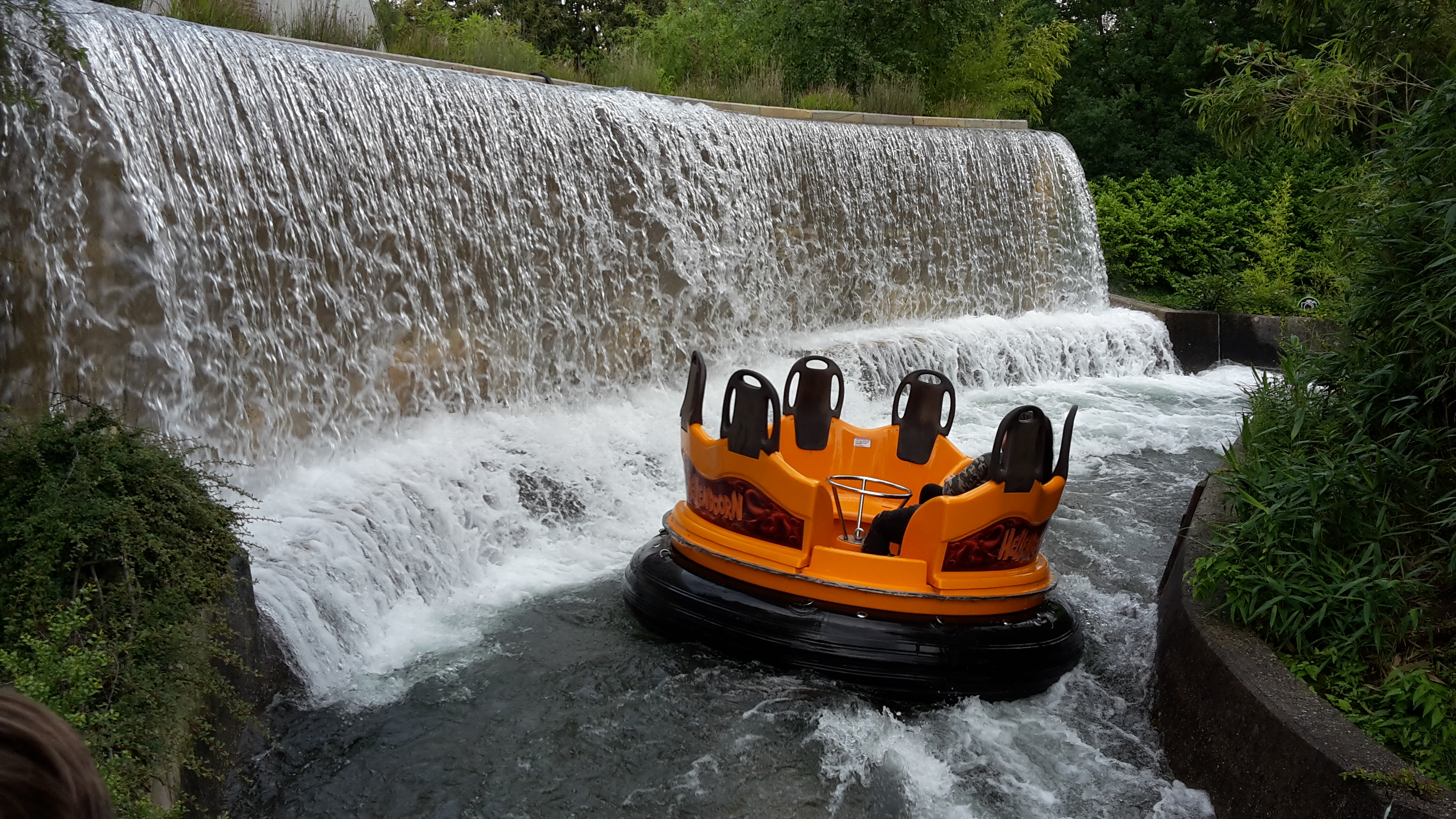
Waterval
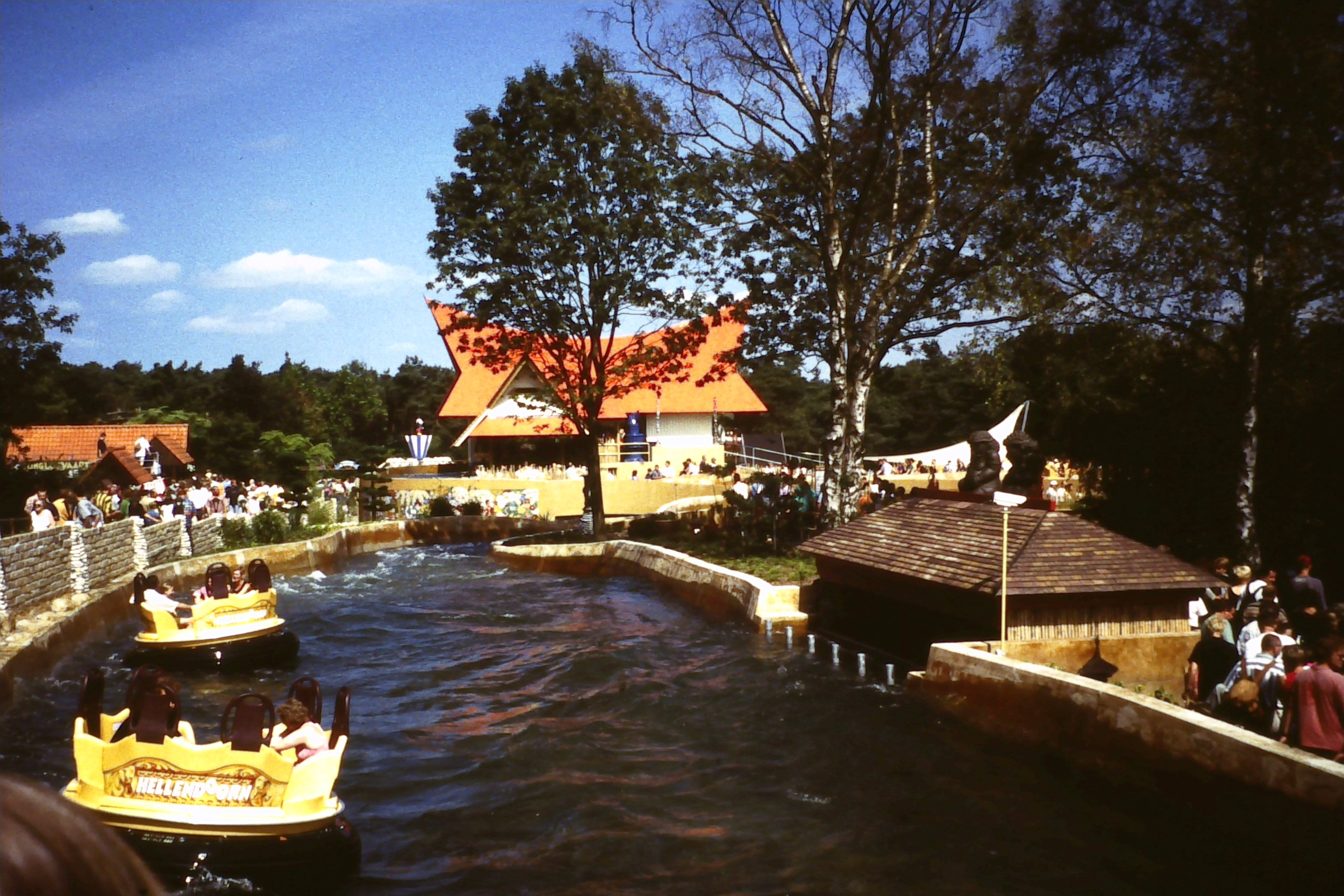
De attractie eind jaren 90.

Afbeeldingen
 · Lijst van attracties